# Said Muti
Said Muti Hernández (Amán, Jordania, 11 de agosto de 1988) más conocido como Said Muti es un compositor, cantante y músico español. Es reconocido por haber sido el artista invitado de Elton John en España durante su gira de 2017 Wonderful Crazy Night.
Comenzó su actividad musical en 2013 con la publicación del EP "Corazones y Ceniceros". Un Extended Play, autoproducido y autoeditado con cinco canciones que definirían la estética y el estilo rock de su carrera. 
En 2016, edita "De Tripas Rock ´N´Roll" su primer álbum, bajo la producción de Alejo Stivel y Fernando Montesinos.
En 2018, publica "Habitación 828" su segundo trabajo de estudio. Para este último disco cuenta con Ricky Falkner como productor.
En la trayectoria solista del cantante, entre 2016 y 2019 ha compartido escenario con Vetusta Morla, Fito & Fitipaldis y Dani Martín.
El videoclip de la canción "Ahora", sencillo extraído del álbum "De Tripas Rock ´N´Roll" fue galardona con el premio al mejor videoclip en los Premios Canarios de la Música en 2018.
Ha sido cinco veces Número 1 en la lista de Click & Roll de Los 40 España con los singles: "De Tripas Rock ´N´Roll", "Ahora", "Viajando a Marte", "Quédate" y "Las Verdades que Conté".

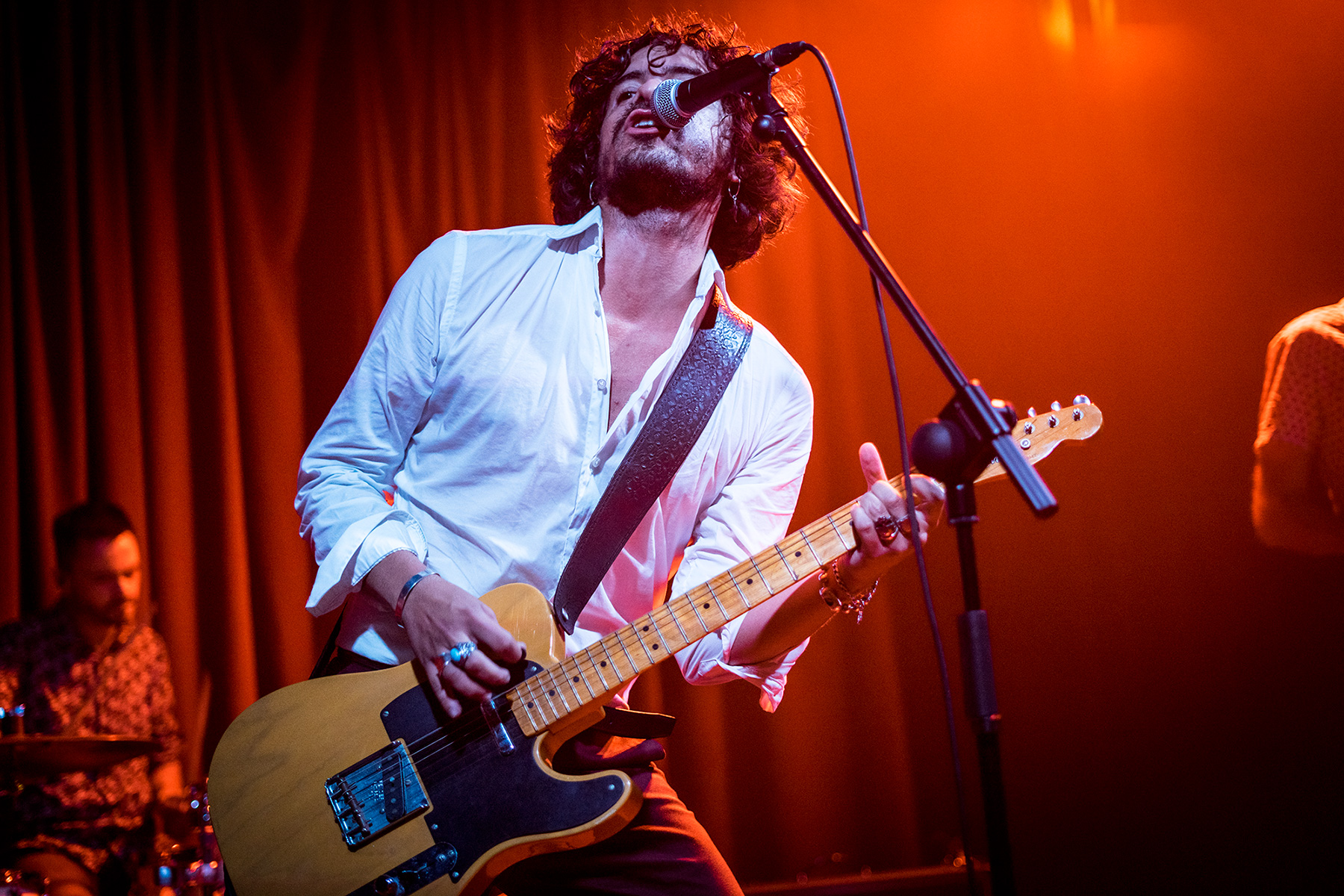
Fotografía de un concierto de Said Muti en 2019

## Primeros años
Said Muti nació en Amán, capital de Jordania, en el seno de una familia trabajadora. Su padre es de Palestina y su madre Canaria. 
A los pocos meses de su nacimiento, toda su familia se traslada a Las Palmas de Gran Canaria (Islas Canarias, España). Desde muy pequeño tuvo pasión por la música, estando rodeado en todo momento por discos y referencias musicales. Su tío, Nicolás Hernández es un conocido cantante de boleros de las Islas.
A la temprana edad de ocho años, aprende de forma autodidacta a tocar la guitarra. Sus primeras composiciones las realiza a los doce años influenciado en todo momento por la música que escuchaba; artistas como Elvis Presley, The Beatles, Bob Dylan, The Rolling Stones o Silvio Rodríguez.
Durante su etapa universitaria, realiza su primer concierto en la desaparecida Cafebrería Esdrújulo de Las Palmas de Gran Canaria. 
En 2013, decide fundar su primera formación de banda formada por Juanma Barroso, Marcial Bonilla y Yeray Rodríguez.  

## Discografía

### Álbumes
| Año  | Álbum                                       | Tipo             |
| ---- | ------------------------------------------- | ---------------- |
| 2013 | Corazones y Ceniceros (EP)                  | Álbum de Estudio |
| 2016 | De Tripas Rock 'N' Roll                     | Álbum de Estudio |
| 2017 | En Directo desde el Auditorio Alfredo Kraus | Álbum en Directo |
| 2018 | Habitación 828                              | Album de Estudio |